# Chuck Lefley
Charles Thomas Lefley (Winnipeg, 20 gennaio 1950) è un ex hockeista su ghiaccio canadese.
Ha vinto per due volte la Stanley Cup con la maglia dei Montreal Canadiens (1971 e 1973), ed una Calder Cup coi Nova Scotia Voyageurs (1971-1972).
Con la maglia del Canada ha disputato una edizione dei mondiali.
Anche il fratello Bryan è stato giocatore ed allenatore di hockey su ghiaccio.